# Léon Moret
Pour les articles homonymes, voir Moret.
Léon Moret, né le 4 juillet 1890 à Annecy et mort le 22 novembre 1972 à Grenoble, est un géologue et professeur d'université français.

## Biographie
Ses deux grands-pères étant médecins, il s'inscrit à la faculté de médecine de Lyon, où il soutiendra sa thèse de doctorat en 1919,,.
Mobilisé en avril 1914 au titre du service militaire, après le déclenchement de la première Guerre mondiale, il est au front le 11 novembre de la même année, et sera démobilisé en août 1919. Durant la guerre, il remplit successivement les fonctions de médecin auxiliaire, médecin aide major de 2e classe et  médecin aide major de 1re classe. En 1916 puis 1917, il est cité à l'ordre du régiment puis de l'armée et obtient la Croix de guerre avec étoile de vermeil pour actes de bravoure et de dévouement. En 1933, il sera nommé chevalier de la Légion d'honneur à titre militaire,.
Attiré par les sciences de la terre, il obtient en 1919 un poste d'assistant auprès de Maurice Gignoux (1881-1955), titulaire de la chaire de géologie à la faculté des sciences de Strasbourg,  où il poursuivra son cursus jusqu'à la licence et au doctorat es sciences naturelles en 1926,. La collaboration avec Maurice Gignoux se poursuivra longtemps car au milieu des années 1920, ils sont tous deux nommés à la faculté de sciences de Grenoble. En 1953, lorsque Maurice Gignoux prend sa retraite, Léon Moret,  doyen de cette faculté depuis 1949, lui succède en tant que directeur du laboratoire de géologie,,. Des liens personnels sont même apparus entre eux, comme le déclarera Léon Moret en 1955 dans l'éloge funèbre de Maurice Gignoux : « Qu'il me soit permis de rappeler qu'il était plus encore pour moi et que je lui étais attaché par d'étroits liens familiaux et une amitié sans nuages, vieille de plus de 30 ans ».
En dehors de quelques expéditions plus lointaines, notamment au Maroc, en Cyrénaïque, en Russie, en Corse et en Belgique, il consacre l'essentiel de sa carrière scientifique à l'étude des Alpes (France, Italie, Suisse),.
En 1949, il est élu correspondant de l'Académie des sciences, dont il devient membre non résidant en 1957,.
Il meurt à Grenoble en 1972. Reynold Barbier (1913-2001), membre de l'Académie des sciences, prononce son éloge funèbre. Début 1973, un autre membre, Marcel Roubault (1905-1974), publie dans les Comptes rendus des séances de l'Académie des Sciences une Notice nécrologique sur Léon Moret, membre non résidant.

## Publications
La base SUDOC/IdRef répertorie 279 ouvrages auxquels il a participé, dont 251 en tant qu'auteur. La plupart de ses ouvrages sont illustrés de sa main,,.

### Sélection d'ouvrages
Souvenirs d'un naturaliste (1970)
Annecy et son lac, paysages et souvenirs (1968)
Une conspiration contre nos paysages (1967)
Précis de géologie. 5e édition revue avec une bibliographie mise à jour... (1967)
Précis de géologie, à l'usage des candidats à la licence ès sciences, au S.P.C.N. et aux grandes écoles. 4e édition... (1962)
Géologie stratigraphique (1960) de Maurice Gignoux avec Léon Moret (1890-1972) comme Éditeur scientifique
Précis de géologie, à l'usage des candidats à la licence ès sciences, au S.P.C.N. et aux grandes écoles. 3e édition... (1958)
Maurice Gignoux (1957)
Inauguration de plaques commémoratives de Déodat de Dolomieu et d'Élie Cartan (1957)
Institut de France. Académie des sciences. Funérailles de Maurice Gignoux... à Grenoble le... 23 août 1955. Discours (1956)
Remise de l'épée d'académicien à monsieur Louis Néel... (1956)
Précis de géologie (1955)
Tableau de l'activité scientifique d'une faculté de province : Grenoble, 1955 (1955)
Précis de géologie (1955)
Un géologue dauphinois préromantique : Déodat Dolomieu (1953)
Hommage à Louis Léger (1950)
Précis de géologie, à l'usage des candidats à la licence ès sciences... (1947)
Les sources thermominérales, hydrologie, géochimie, biologie (1946)
Les Éboulements de terrains en montagnes et spécialement dans la région alpine (1945)
Déodat Dolomieu (1944)
Manuel de paléontologie végétale (1943)
Manuel de paléontologie animale (1940)
Description géologique du bassin supérieur de la Durance, itinéraires de Sisteron et de Grenoble à Veynes, Gap, Briançon, au Lautaret et au Galibier (1938)
Contribution à la paléontologie des couches crétacées et éocènes du versant sud de l'Atlas de Marrakech (1938)
Chambon. Sautet. Bissorte. Trois grands lacs de barrage alpestres (1936)
Géologie du massif des Bornes et des klippes préalpines des Annes et de Sulens (Haute-Savoie) (1934)
Les grandes subdivisions géologiques des Alpes françaises (1934)
Saint-Gervais-les-Bains (Haute-Savoie). Historique des thermes. Nature et origine des eaux minérales. Suivi d'une note médicale des docteurs A. Desaux et M. Paillet (1933)
Recherches géologiques dans l'Atlas de Marrakech (1933)
Révision de la feuille de Saint-Jean de Maurienne au 80/000e (1930)
Carte géologique provisoire de l'Atlas de Marrakech (1930)
Révision de la feuille d'Annecy au 80.000e (campagne de 1926) (1928)
Notice explicative d'une carte géologique de la Savoie et des régions limitrophes, à l'échelle du 200.000e (1928)
Monographie géologique du Roc-de-Chère (lac d'Annecy) (1926)
Contribution à l'étude des spongiaires siliceux du crétacé supérieur français (1926)
Wilfrid Kilian et la géologie alpine (1926)
Enquête critique sur les ressources minérales de la province de Savoie, précédée d'une esquisse géologique (1925)
Contribution à l'étude des spongiaires siliceux du miocène de l'Algérie (1924)
Léon Moret a réalisé en collaboration avec Maurice Gignoux un ouvrage destiné au « grand public », édité en 1944, et réédité en 1952 sous le titre Géologie dauphinoise : Initiation à la géologie par l'étude des environs de Grenoble.

## Distinctions et hommages
- Croix de guerre 1914-1918, étoile de vermeil (1917)
- Officier de l'ordre des Palmes académiques (1925)
- Officier de l'Instruction publique (1931)
- Chevalier de la Légion d'honneur (1933) ), à titre militaire
- Officier de la Légion d'honneur (1951), à titre civil (Éducation nationale)
- Commandeur de la Légion d'honneur (1961), à titre civil (Éducation nationale)[4].

De nombreuses distinctions scientifiques ont marqué sa carrière, notamment les prix Viquesnel et Gaudry de la Société géologique de France, le prix Fontannes de l’Académie des Sciences. 

Il fut membre des sociétés savantes ci-après :
- Académie des sciences : correspondant en 1949, membre non résidant  de 1957 à 1972, remise de l'épée en 1958[16]
- Académie delphinale : élu membre en 1967[17]
- Académie des sciences, belles-lettres et arts de Savoie[18]
- Académie florimontane : membre en 1929[19]
- Société géologique de France : vice-président
- Société scientifique du Dauphiné : président
- Société géologique de Belgique
- Geologica Belgica
- Comité consultatif de l’Enseignement supérieur.

La ville de Grenoble a donné son nom à un jardin situé entre la rue Saint-Laurent et la Bastille.
À Annecy, une voie se nomme « Passage doyen Léon Moret ».